# Vera Cruz do Oeste
Vera Cruz do Oeste là một đô thị thuộc bang Paraná, Brasil. Đô thị này có diện tích 327,084 km², dân số năm 2007 là 9301 người, mật độ 25,6 người/km².